# Andronico Callisto
Andronico Callisto (Bisanzio, primo quarto del XV secolo – Londra, prima del 1487) è stato un umanista e copista bizantino.

## Biografia
Nacque a Costantinopoli probabilmente nel primo quarto del XV secolo e giunse in Italia durante il Concilio di Ferrara. Negli anni 1441-1444 dimorò a Padova. Visse a Bologna tra il 1453 ed il 1455 ma tra il 1458 ed il 1463/66 si trasferì nuovamente a Padova dove lavorò come insegnante. Dal 1466 abitò a Roma con il Bessarione, suo protettore. Nel 1471 subentrò a Giovanni Argiropulo come insegnante presso lo Studio fiorentino dove suscitò entusiasmo nel Poliziano come testimoniano due componimenti in latino dell'umanista fiorentino:
spiritus in nostri pectoris ima venit!

o quos ille tibi gignit nutritque poetas

dum tonat Argolicis Troica bella modis!»
(Elegia ad Laurentium Medicem, vv. 9-12)
qui tumidi nodos laxat Aristotelis

Smyrnaeique docet iocunda poëmata vatis:

iam populat Graias Dardana flamma rates.

Fulminei post haec aperit Demosthenis artem,

aequiparat nostri quem Ciceronis opus.»
(Elegia ad Bartholomaeum Fontium, vv. 193-198)
Andronico Callisto tenne sicuramente lezioni riguardo alla poesia greca, i lirici dell'Antologia, Pindaro, Teocrito ed Apollonio Rodio. Pare abbia fatto argomento di lezione anche delle epistole di Falaride e di Aristotele in lingua latina.
Nel 1475 si spostò nuovamente, questa volta a Milano, per poi trasferirsi a Londra l'anno successivo. Non ebbe però molta fortuna e morì in Inghilterra povero ed abbandonato prima del 1487 come afferma Costantino Lascaris in una lettera datata a quell'anno.
Callisto fu un copista di codici molto attivo e prolifico, attività questa che probabilmente gli serviva a mantenersi economicamente.